# Durban Spurs
Il Durban Spurs, chiamato per la quasi totalità della sua esistenza Addington Football Club, è stata una società calcistica sudafricana, con sede a Durban (provincia del Natal).

## Storia
La squadra risulta sicuramente attiva dal 1960 nella Castle Cup. Nel 1961 la squadra ottiene la promozione nella NFL, lega calcistica sudafricana riservata ai soli bianchi, vincendo l'edizione 1963, anno in cui vinse anche la NFL Cup e quella del 1969 sotto la nuova di Durban Spurs.
Nel 1969 la squadra si fonde con il Durban Utd che diviene Durban Spurs United, denominazione che venne presto abbandonata per tornare al vecchio nome.

## Palmarès
- National Football League: 2

1963, 1969
- National Football League Cup: 1

1963